# Solsbury Hill (piosenka)
Solsbury Hill – piosenka autorstwa brytyjskiego muzyka Petera Gabriela, która została wydana jako jego pierwszy solowy singiel, promujący pierwszy solowy album Petera Gabriela – Peter Gabriel (tzw. „Car”). Napisał ją tuż po swoim odejściu z zespołu Genesis. Tekst piosenki opowiada o chwilach refleksji spędzonych na szczycie Solsbury Hill (Somerset, Anglia).
Piosenka pojawiła się na ścieżkach dźwiękowych do filmów Vanilla Sky (2001) i W doborowym towarzystwie (2004). Wykorzystano ją także w zwiastunie filmu Duża ryba (reż. Tim Burton).
Utwór był wielokrotnie przerabiany przez innych artystów, m.in. przez zespoły Erasure i Saga oraz Sarę McLachlan.
Przez większość czasu trwania piosenki przebiega rzadkie metrum 7/4. Dopiero końcówki każdego refrenu przechodzą na 4/4.
Gabriel wykonuje tę piosenkę na większości swoich koncertów.